# Yeşilpınar (Ağlı)
Yeşilpınar is een dorp in het Turkse district Ağlı  en telt 94 inwoners.
| Jaartal | totaal | man | vrouw |
| ------- | ------ | --- | ----- |
| 2018    | 94     | 47  | 47    |
| 2017    | 98     | 47  | 51    |
| 2016    | 83     | 40  | 43    |
| 2015    | 86     | 40  | 46    |
| 2014    | 87     | 41  | 46    |
| 2013    | 90     | 42  | 48    |
| 2012    | 89     | 41  | 48    |
| 2011    | 91     | 44  | 47    |
| 2010    | 75     | 38  | 37    |
| 2009    | 90     | 44  | 46    |
| 2008    | 99     | 48  | 51    |
| 2007    | 99     | 47  | 52    |

Centrale districtsplaats (İlçe Merkezi): Ağlı
Dorpen (Köyler):
Adalar · Akçakese · Akdivan · Bereketli · Fırıncık · Gölcüğez · Kabacı · Müsellimler · Oluközü · Selmanlı · Tunuslar · Turnacık · Yeşilpınar